# تستوسترون استات
تستوسترون استات(به انگلیسی: Testosterone acetate)، استو استراندریل(به انگلیسی: Aceto-Sterandryl)، استوتستوویرون(به انگلیسی: Aceto-Testoviron)، آمولیسین(به انگلیسی: Amolisin)، آندروتست آ(به انگلیسی: Androtest A)، دپوسترون(به انگلیسی: Deposteron)، فارماتست(به انگلیسی: Farmatest)، پراندرون آ(به انگلیسی: Perandrone A) یا تستوسترون اتانوات(به انگلیسی: testosterone ethanoate) یک استروئید آنابولیک است. این ترکیب دارویی دارای خواص زیر است:
پودر کریستالی سفید رنگ غیرقابل حل در آب، قابل حل در الکل، کلروفورم، اتر، و در استون نیز حل می‌شود. این ترکیب حساس در برابر نور می‌باشد.